# Ksar Lkbir
Ksar Lkbir (en arabe : قصر الكبير) est un village fortifié dans la province de Zagora, région de Draa-Tafilalet au sud-est du Maroc .